# Métallure émeraude
Metallura tyrianthina
Espèce
Statut de conservation UICN

 LC  : Préoccupation mineure
Répartition géographique
Statut CITES
La Métallure émeraude (Metallura tyrianthina) est une espèce d'oiseaux appartenant à la famille des Trochilidae.

## Répartition et sous-espèces
Selon la classification de référence du Congrès ornithologique international (14.2, 2025), cet oiseau est représenté par 7 sous-espèces :
- Metallura tyrianthina districta Bangs, 1899 — serranía de Perijá et sierra Nevada de Santa Marta ;
- Metallura tyrianthina chloropogon (Cabanis & Heine, 1860) — cordillère de la Costa (Venezuela) ;
- Metallura tyrianthina oreopola Todd, 1913 — cordillère de Mérida ;
- Metallura tyrianthina tyrianthina (Loddiges, 1832 — serranía de Perijá et sierra Nevada de Santa Marta ;
- Metallura tyrianthina quitensis Gould, 1861 — nord-est de l'Équateur ;
- Metallura tyrianthina septentrionalis Hartert, 1899 — nord de la cordillère Occidentale (Pérou) ;
- Metallura tyrianthina smaragdinicollis (d'Orbigny & Lafresnaye, 1838) — cordillère Orientale (Andes centrales).